# Avgust Guzelj
Avgust Guzelj, slovenski gozdar, * 13. september 1864, Škofja Loka, † 26. september 1931, Novo mesto.

## Življenje in delo
Po začetnem šolanju v Škofji Loki je obiskoval realko v Ljubljani, kjer je maturiral leta 1881. Diplomiral je na Visoki šoli za kmetijsko in gozdarstvo na Dunaju. Tam je opravil tudi izpit o zgradbi hudournikov, ki je bil pogoj za vstop v državno službo.
Leta 1886 je vstopil kot gozdarski praktikant v službo kneza K. Auersperga v Kočevju in sodeloval pri gospodarski ureditvi revirja Glažute. V letih 1887–88 je služil kot komisar za razmejitev državnih gozdov v Bosni v okrajih Prnjavor, Tešanj, Doboj, Banja Luka, toda ker v Bosni ni mogel doseči definitivnosti, je vstopil kot gozdarski praktikant pri gozdnodomerskem oskrbništvu v Trbižu, tam je bil leta 1889 dodeljen  novemu oddelku za ureditev gozdnega obrata in delal na novi ureditvi revirja Ukve. Leta 1889 je bil prestavljen h gozdnemu oskrbništvu v Millstatt, kjer je izmeril planino Grundalm. Leto kasneje je položil v poljedelskem ministrstvu izpit za tehnično službo pri upravi državnih gozdov, in bil leta 1891 imenovan za eleva. Samostojno je izvedel revizijo revirja na planini Teichel v dolini Mölle. V zimi 1891/92 je deloval pri enakem oddelku v Gorici. Leta 1892 je bil imenovan za praktikanta in okrajnega tehnika za sodni okraj Podgrad v Istri, istega leta je postal asistent, leta 1894 pa pristav gozdarskega nadzorstva. Vodil je pogozdovanje Krasa, oskrbovanje drevesnic, gospodarsko ureditev in konstituiranje zadružnih gozdov. V letih 1895−1908 je bil okrajni gozdarski referent za Novo mesto, Krško in Črnomelj. Na kmetijski šoli na Grmu v Novem mestu je več let učil gozdarstvo. Prirejal je poljudna predavanja. Leta 1898 je dobil naslov komisarja. Leta 1907 je postal nadkomisar. Upokojil se je leta 1908.

## Dela
Več svojih prispevkov je objavil v reviji Kmetovalec, nekaj pa tudi v Koledarju za kmetovalce (1908). Leta 1903 je Gozdarsko društvo za Kranjsko in Primorsko izdalo njegovo delo z naslovom Navod za oskrbovanje malih gozdnih posestev na Kranjskem in Primorskem (1903) (COBISS).